# Muniswamy Mudaliar
Muniswamy Mudaliar, dit également Munsami Mudaliar, né dans le sud de l'Inde britannique et mort à Suva le 23 décembre 1942, est un homme politique fidjien.

## Biographie
D'abord enseignant à Ceylan, il s'installe aux Fidji en 1916 comme agriculteur. En 1921 il s'engage dans le mouvement pour les droits civiques des Indo-Fidjiens. Il initie en 1922 et préside l'association Madras Sangam qui finance la construction d'une école à Nadi. Il est élu représentant indo-fidjien des nord et ouest de la colonie au Conseil législatif aux élections législatives de 1932, et en août 1933 il est le premier Indo-Fidjien à être fait juge de paix,. Il devient boutiquier à Ba et ne se représente pas aux élections de 1937. Il meurt à l'hôpital à Suva en décembre 1942 « après une courte maladie ».